# Kleine Bulldoggfledermaus
Die Kleine Bulldoggfledermaus (Chaerephon pumilus, Syn.: Tadarida pumila) ist eine Fledermausart aus der Familie der Bulldoggfledermäuse (Molossidae), welche in Afrika beheimatet ist.
Der Gattungsname Chaerephon bezieht sich auf den Freund Sokrates’, welcher in der Komödie „Aves“ von Aristophanes als „Chaerephon, die Fledermaus“ beschrieben wird. Der Artname pumilus kommt aus dem Lateinischen und bedeutet „Zwerg“.

## Beschreibung
Die Kleine Bulldoggfledermaus ist eine der kleinsten Freischwanzfledermäuse mit einer Gesamtlänge von 54 bis 102 mm. Das Fell ist dunkelbraun bis schwarz und am Bauch heller als auf dem Rücken. Am Ansatz des Flügels befinden sich oft weißliche Härchen, und auch an den Zehen besitzt diese Art helle Borsten.
Die Ohren sind rund und im Vergleich zum Kopf relativ groß. Die Kleine Bulldoggfledermaus unterscheidet sich von anderen Freischwanzfledermäusen durch ihre kleine Größe und das Fehlen eines Lappens im Innern des Ohres. Das Durchschnittsgewicht beträgt 11,2 g.

## Lebensweise
Tagsüber hängen die Tiere in Baumlöchern, Höhlen, Felsspalten und Häusern, wo sie oft in großer Zahl vorkommen. Es wurden sowohl kleine Gruppen von 5 bis 20 Tieren, aber auch große Kolonien mit mehreren hundert Individuen beobachtet. Chaerephon pumilus teilt den Schlafplatz oft mit anderen Arten von Bulldoggfledermäusen, so zum Beispiel mit Mops condylurus. Oft findet man in Bäumen, in denen die Kleine Bulldoggfledermaus hängt auch Palmensegler, eine Vogelart mit ähnlichem Nahrungsspektrum.
Kolonien der Kleine Bulldoggfledermaus bestehen aus mehreren Harems, wobei die größten Männchen die Harems mit den meisten Weibchen besitzen. Die meisten ausgewachsenen Tiere bleiben ihrem Harem treu, und ein Wechsel zwischen den Kolonien findet nur selten statt.
Etwa eine Stunde vor Ausflug werden Kolonien unruhig und laut. Der Ausflug findet in der ersten Stunde nach Sonnenuntergang in kleinen Gruppen statt, wobei das Haremmännchen oft als erstes ausfliegt. Sind Räuber anwesend, so synchronisieren die Fledermäuse das Ausfliegen und verteilen sich in möglichst viele Richtungen um den Räuber zu verwirren. Bekannte Fressfeinde der Kleinen Bulldoggfledermaus sind der Fledermausadler, der Baumfalke und der Afrikahabicht.

## Ernährung
Die Kleine Bulldoggfledermaus jagt nachts in schnellem Flug nach Insekten mit weichen Körpern. Ein Großteil der Nahrung besteht aus Bodenwanzen, Käfer, Schmetterlingen, Mücken und Springschrecken. Bei der Jagd werden die Fledermäuse offenbar von Wasserlöchern angezogen, besonders in der Trockenzeit, wahrscheinlich weil sich in Wassernähe mehr Insekten aufhalten. Chaerephon pumilus kann für den Fall, dass sie ins Wasser fällt schwimmen.
Die Flügel von Chaerephon pumilus sind lang und schmal, und somit optimal ans schnelle Fliegen angepasst. Die gefalteten Lippen werden während des Fluges nach außen geklappt und erhöhen wahrscheinlich den Fangerfolg. Die Jagd findet nicht in Gruppen und meist in einer Höhe von über 70 m über dem Boden statt.

## Fortpflanzung
Weibchen der Kleinen Bulldoggfledermaus werden in der Paarungssaison nach ihrer Geburt im Alter von 5 bis 12 Monaten geschlechtsreif. Sie kommt mehrmals im Jahr in den Östrus und können mindestens dreimal jährlich gebären. Die Tragezeit beträgt je nach Region zwischen 60 und 72 Tage. Jungtiere werden haarlos geboren und für 2–3 Wochen gesäugt.

## Verbreitung und Lebensraum
Die Verbreitung der Kleinen Bulldoggfledermaus reicht im Westen Afrikas von Senegal bis Nigeria, im Westen von Eritrea und dem Jemen über Südsudan, Kenia, Uganda, Kongo, Sambia, Mosambik, bis zum Osten Südafrikas und Westen Angolas. Auf Madagaskar kommt sie in Küstenregionen, hauptsächlich in der westlichen und nördlichen Hälfte vor. Ihr Bestand wird von der IUCN dank der weiten Verbreitung als stabil und ungefährdet eingestuft. Jedoch könnte diese Art lokal gefährdet sein, da sie wegen ihres Vorkommens in Gebäuden von Menschen als Schädlinge bekämpft werden.

## Taxonomische Anmerkung
Gegenwärtig besteht die Diskussion, ob die Gattungen der Freischwanzfledermäuse (Chaerephon) und der Faltlippenfledermäuse (Tadarida) zu einer einzigen Gattung zusammengefasst werden sollen. Die IUCN führt daher bis auf weiteres alle Vertreter der Gattung Chaerephon als Tadarida, wobei die lateinischen Artnamen in der Endung dem weiblichen Gattungsnamen angepasst werden.